# Linyphia albipunctata
Linyphia albipunctata är en spindelart som beskrevs av O. Pickard-Cambridge 1885. Linyphia albipunctata ingår i släktet Linyphia och familjen täckvävarspindlar. Inga underarter finns listade i Catalogue of Life.